# Spegat

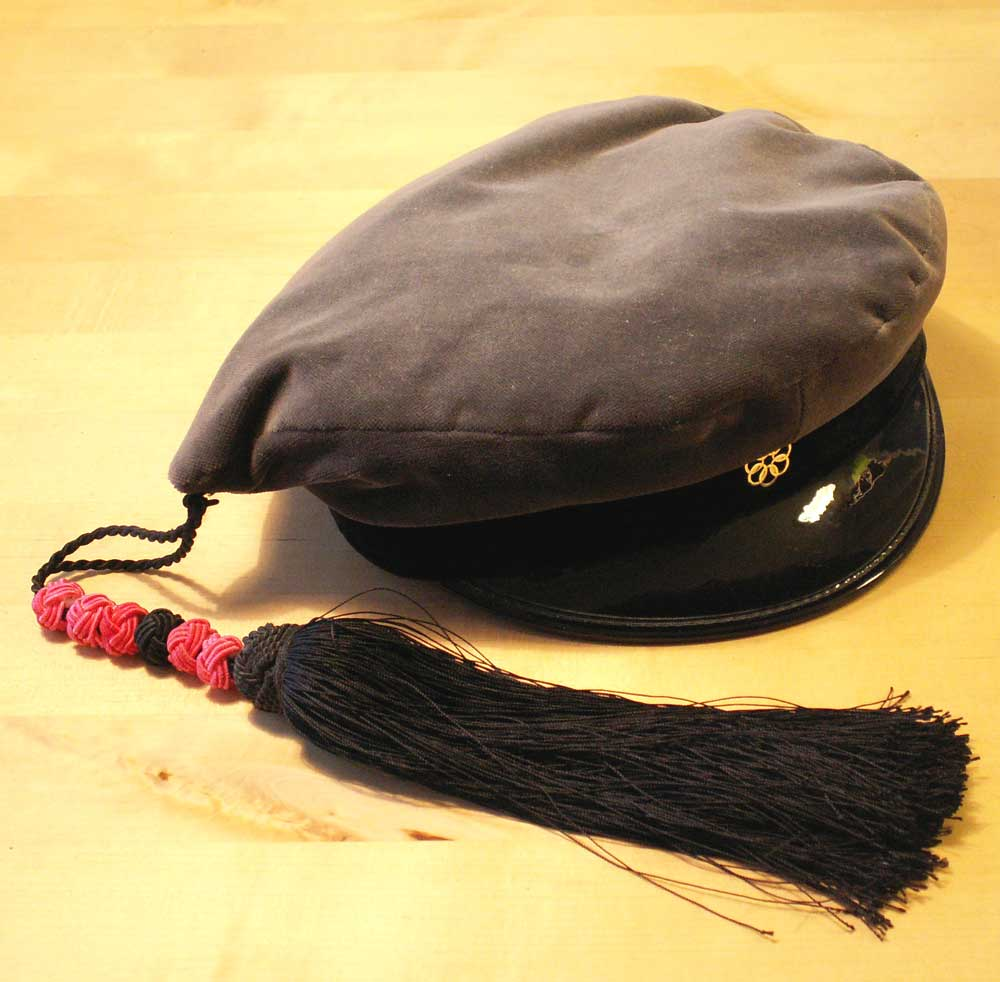
En teknologmössa från Kungliga Tekniska högskolan med spegater. Mössans innehavare har studerat till civilingenjör i datalogi (cerisa spegater) och tagit ett års studieuppehåll (svart spegat). Vid många skolor (ej Uppsala universitet inräknat) förekommer grön spegat för militärtjänstgöring.

En spegat är en valknop av silkessnöre avsedd att bäras i tofsen på teknologmössor. För varje påbörjat läsår träs en spegat på tofsen. Spegatens färg beror i de flesta fall på vilken utbildning man läser, vilket ofta är samma färg som studentoverallen. Det finns även spegater för studieuppehåll, olika förtroendeuppdrag etc.
Ordet härstammar från italienska ordet spaghetto som betyder snöre.

## Speciella spegater
- Studieuppehåll - svart (sorgefärg)[2]
- Studieuppehåll för militär grundutbildning – mörkgrön[2]
- Ett års heltidstjänstgöring vid Teknologkåren vid Lunds tekniska högskola – blå/grå/vit[2]